# Tell Me a Story
Tell Me a Story es una serie de televisión en línea estadounidense de suspenso psicológico, basada en la serie española de televisión Cuéntame un cuento; una serie del 2014 emitida por la cadena Antena 3 y en la que también se basa la serie mexicana Érase una vez. Se estrenó el 31 de octubre de 2018 en CBS All Access. La serie fue creada por Kevin Williamson y está protagonizada por James Wolk, Billy Magnussen, Dania Ramirez, Danielle Campbell, Dorian Crossmond Missick, Sam Jaeger, Davi Santos, Michael Raymond-James, Zabryna Guevara, Paul Wesley, y Kim Cattrall. Cada temporada presenta un conjunto de elenco en su mayoría diferente, con Danielle Campbell y Paul Wesley apareciendo en ambas temporadas de la serie.
La primera temporada se estrenó el 31 de octubre de 2018 y concluyó el 3 de enero de 2019, después de 10 episodios. Se anunció una segunda temporada poco antes de que terminara la primera, que se estrenó el 5 de diciembre de 2019 y concluyó el 6 de febrero de 2020, otro conjunto de 10 episodios. Después de las dos temporadas, CBS All Access canceló la serie en mayo de 2020. Los derechos de la serie fueron adquiridos posteriormente por The CW, que emitió repeticiones de la primera y segunda temporada.

## Sinopsis

### Primera temporada
Tell Me a Story toma «los cuentos de hadas más queridos del mundo y los reimagina como un oscuro y retorcido suspenso psicológico. Situada en la moderna ciudad de Nueva York, se unen los cuentos de Los tres cerditos, Caperucita Roja y Hansel y Gretel en una historia épica y subversiva de amor, pérdida, codicia, venganza y asesinato».

### Segunda temporada
La segunda temporada de la serie, ambientada en Nashville, Tennessee, reinventa los cuentos con temática de princesas La bella y la bestia, La bella durmiente y La Cenicienta.

## Elenco y personajes

### Principales

#### Primera temporada
- James Wolk como Jordan Evans, un restaurador en la ciudad de Nueva York que se propone vengarse de los hombres responsables de la muerte de su prometida. La contraparte de cuento de hadas de Jordan es el Lobo feroz de Los tres cerditos.
- Billy Magnussen como Joshua "Nick" Sullivan, un maestro de secundaria que entabla una relación con una alumna. La contraparte de cuento de hadas de Nick es el Lobo de Caperucita Roja.
- Dania Ramirez como Hannah Perez, una veterana del Ejército que regresa a su ciudad natal, Nueva York y que tiene problemas con su madre y su padrastro. La contraparte de cuento de hadas de Hannah es Gretel de Hansel y Gretel.
- Danielle Campbell como Kayla Powell, una estudiante de secundaria que aún procesa la muerte de su madre, se mudó recientemente a la ciudad de Nueva York con su padre. La contraparte de cuento de hadas de Kayla es Caperucita Roja de Caperucita Roja.
- Dorian Crossmond Missick como Sam Reynolds, un detective de la policía de Nueva York que dirige en secreto un grupo de delincuentes. La contraparte de cuento de hadas de Sam es el tercer cerdito de Los tres cerditos.
- Sam Jaeger como Tim Powell, un padre viudo que se muda a la ciudad de Nueva York con su hija luego de la muerte de su esposa. Las contrapartes de cuento de hadas de Tim son la madre de Caperucita Roja y el leñador de Caperucita Roja.
- Davi Santos como Gabe Perez, el hermano de Hannah que accidentalmente mata a alguien y que tiene una adicción a las drogas. La contraparte de un cuento de hadas de Gabe es Hansel de Hansel y Gretel.
- Michael Raymond-James como Mitch Longo, un obrero que lucha por mantener a su esposa y ocasionalmente logra crímenes con su hermano Eddie. La contraparte de cuento de hadas de Mitch es el segundo cerdito de Los tres cerditos.
- Zabryna Guevara como Renee Garcia, una detective del Departamento de Policía de Nueva York.
- Paul Wesley como Eddie Longo, un barman y traficante de drogas de bajo nivel y el hermano de Mitch que opera como ladrón a mediotiempo para pagar sus deudas. La contraparte de un cuento de hadas de Eddie es el primer cerdito de Los tres cerditos.
- Kim Cattrall como Colleen Sherman, una ex corista y la madre de Tim. La contraparte de cuento de hadas de Colleen es la abuela de Caperucita Roja de Caperucita Roja.

#### Segunda temporada
- Paul Wesley como Tucker Reed, un aspirante a escritor que intenta demostrar su valía y que lucha con un secreto oscuro y catastrófico. La contraparte de los cuentos de hadas de Tucker es el Hada Malvada de Bella durmiente.
- Odette Annable como Madelyn "Maddie" Pruitt, la hija del medio, que mantiene la paz en una familia rota. La contraparte de un cuento de hadas de Maddie es el Príncipe de la Bella Durmiente.
- Danielle Campbell como Olivia Moon, una chica orientada a la escuela y absorta en sí misma que se muda a Nashville para avanzar en su carrera, pero tendrá que mostrar realmente su fuerza para sobrevivir. La contraparte de un cuento de hadas de Olivia es la Bella durmiente de la Bella durmiente.
- Matt Lauria como Jackson Pruitt, la oveja negra de una familia que se debate entre sus demonios y el deseo de ser un mejor hombre. La contraparte del cuento de hadas de Jackson es el Príncipe de Cenicienta.
- Eka Darville como Beau Morris, un oficial de policía que lucha por navegar su nueva realidad después de que su adhesión a un código moral explota tanto su vida personal como profesional.  La contraparte de cuento de hadas de Beau es La bella de La Bella y la Bestia.
- Natalie Alyn Lind como Ashley Rose Pruitt, una estrella emergente de la música country que sobrevive a un ataque brutal, luego se limita a su casa. La contraparte del cuento de hadas de Ashley es la Bestia de La Bella y la Bestia.
- Ashley Madekwe como Simone Garland, una misteriosa joven que se ve obligada a enfrentarse cara a cara con la vida que dejó a propósito y pondrá en peligro su propia vida para descubrir los oscuros secretos de su familia. La contraparte de un cuento de hadas de Simone es Cenicienta de Cenicienta.
- Carrie-Anne Moss como Rebecca Pruitt, la madre de Ashley y una madre soltera de tres hijos que enfrenta problemas de relación con sus hijos y que finalmente comienza a vivir para sí misma.

### Recurrentes

#### Primera temporada
- Paulina Singer como Laney Reed, una compañera de clase de Kayla con la que rápidamente se hace amiga y comparte sus secretos.
- Kurt Yaeger como Terry, el veterano amigo de Hannah de la guerra que está discapacitado, pero que sigue siendo fuerte en su oficio para disparar a larga distancia. Él une fuerzas con Hannah contra las personas que la amenazan.
- Becki Newton como Katrina Thorne, la gerente del hotel donde trabaja Tim, y más tarde su novia. Ella también alberga sus propios secretos, cada uno con sus propios objetivos mortales. La contraparte de un cuento de hadas de Katrina es la Bruja de Hansel y Gretel.
- Spencer Grammer como Beth, la novia de Jordan que fue asesinada y luego lo guía en su búsqueda como producto de su imaginación.
- Rarmian Newton como Ethan Davies, un compañero de clase de Kayla que se obsesiona con ella y parece tener signos de una enfermedad mental peligrosa.
- Justine Cotsonas como Carla, la novia de Eddie con quien quiere escapar.
- Tonya Glanz como Shelley, la esposa de Mitch que no sabe nada de lo que realmente hizo y quién es.
- James Martinez como Olsen, un policía sucio que trabaja para Sam.
- Debra Monk como Esther Thorne, la madre de Katrina que trabaja para su hija en el secuestro y obtener lo que quiere de sus clientes.
- Luke Guldan como Billy, amigo y compañero de habitación de Gabe, que también es un estríper y trabajador sexual que mata accidentalmente a un hombre poderoso.
- Jennifer Ikeda como Rita, alguien que trabaja con Jordan para descubrir quién mató a Beth.
- Sanjit De Silva como Mark, alguien que trabaja con Jordan para descubrir quién mató a Beth.
- Dan Amboyer como Blake, un estríper y trabajador sexual que trabaja con Billy y Gabe.
- Polly Draper como Madeline, la madre de Hannah y Gabe que los abandonó a ellos y a su padre hace muchos años, y a quien Hannah resiente.
- Claire Saunders como Vicki, una amiga de Kayla.
- David Andrews como Richard Winston, el padrastro de Hannah y Gabe que realmente se preocupa por ellos y quiere ayudarlos.
- Elliot Villar como Detective Herrera, uno de los dos policías que investigan el asesinato de Beth.
- Quincy Chad como Detective Grant, uno de los dos policías que investigan el asesinato de Beth.
- Simone Missick como Mariana Reynolds, la esposa de Sam que está en la oscuridad.

#### Segunda temporada
- Kathryn Prescott como Susie, amiga y asistente de Ashley Rose Pruitt.
- Phillip Rhys como Damien Hewett, un ejecutivo discográfico hábil y directo, de la cantante de música country Ashley Rose Pruitt.
- Casey Thomas Brown como Kyle Verafield, un hombre con una obsesión oscura por Ashley.
- Evan Parke como Ken Morris, el padre de Beau que es contratado por la discográfica de Ashley para protegerla después de su accidente. La contraparte de cuento de hadas de Ken es el comerciante de La Bella y la Bestia.
- Garcelle Beauvais como Veronica Garland, la madrastra de Simone que protege su estado en la sociedad y sus dos hijos. La contraparte de un cuento de hadas de Veronica es la Malvada Madrastra de Cenicienta.
- Caleb Castille como Ron Garland, el hermano mayor inteligente y dominante de Derek. La contraparte de cuento de hadas de Ron es una de las Hermanastras Malvadas de Cenicienta.
- Christopher Meyer como Derek Garland, el hermano menor de voz suave y ferozmente leal a Ron. La contraparte de cuento de hadas de Derek es una de las Hermanastras Malvadas de Cenicienta.
- Harry Shum Jr. como Brendan, abogado y exnovio de Maddie.
- Audrey Corsa como Taylor, una mujer que tiene una ira oculta dentro y trata de proteger a su novio después de que él hace algo horrible.
- Julia Campbell como Cora, la madrina de Simone. La contraparte del cuento de hadas de Cora es el hada Madrina de Cenicienta.
- Felisha Terrell como Detective Gwen Roberts, la antigua compañera de Beau que investiga el caso de Ashley.
- Matt Walton como Clay Callaway, el abogado del padre de Simone que está misteriosamente involucrado en su muerte y con Verónica.
- Karina Logue como Donna Kading, una mujer que Jackson conoce cuando comienza a asistir a Alcohólicos Anónimos.

### Invitados
- Marguerite Moreau como Abby Powell, la madre de Kayla que murió misteriosamente. (temporada 1)
- Charles Esten como el difunto padre de Ronnie Pruitt, Jackson, Ashley y Maddie que tocaba música y era alcohólico. Estaba especialmente cercano a Jackson. (temporada 2)
- Monica Dogra como DJ. (temporada 1)

## Episodios
| Temporada | Temporada | Episodios | Episodios | Lanzamiento original   | Lanzamiento original |
| Temporada | Temporada | Episodios | Episodios | Primera emisión        | Última emisión       |
| --------- | --------- | --------- | --------- | ---------------------- | -------------------- |
|           | 1         | 10        | 10        | 31 de octubre de 2018  | 3 de enero de 2019   |
|           | 2         | 10        | 10        | 5 de diciembre de 2019 | 6 de febrero de 2020 |

### Temporada 1 (2018–19)
| N.º en serie | N.º en temp. | Título                    | Dirigido por        | Escrito por                           | Fecha de lanzamiento original |
| ------------ | ------------ | ------------------------- | ------------------- | ------------------------------------- | ----------------------------- |
| 1            | 1            | «Chapter 1: Hope»         | Liz Friedlander     | Kevin Williamson                      | 31 de octubre de 2018         |
| 2            | 2            | «Chapter 2: Loss»         | Liz Friedlander     | Eduardo Javier Canto & Ryan Maldonado | 8 de noviembre de 2018        |
| 3            | 3            | «Chapter 3: Greed»        | Mark Tonderai       | Hollie Overton                        | 15 de noviembre de 2018       |
| 4            | 4            | «Chapter 4: Rage»         | Mark Tonderai       | Kim Clements                          | 22 de noviembre de 2018       |
| 5            | 5            | «Chapter 5: Madness»      | Solvan "Slick" Naim | Heather Zuhlke                        | 29 de noviembre de 2018       |
| 6            | 6            | «Chapter 6: Guilt»        | Jeff T. Thomas      | Mary Leah Sutton                      | 6 de diciembre de 2018        |
| 7            | 7            | «Chapter 7: Betrayal»     | Millicent Shelton   | Andrea Thornton Bolden                | 13 de diciembre de 2018       |
| 8            | 8            | «Chapter 8: Truth»        | John Stuart Scott   | Steve Stringer                        | 20 de diciembre de 2018       |
| 9            | 9            | «Chapter 9: Deception»    | Adam Davidson       | Heather Zuhlke                        | 27 de diciembre de 2018       |
| 10           | 10           | «Chapter 10: Forgiveness» | Craig Zisk          | Kevin Williamson & Mary Leah Sutton   | 3 de enero de 2019            |

### Temporada 2 (2019–20)
| N.º en serie | N.º en temp. | Título            | Dirigido por      | Escrito por                         | Fecha de lanzamiento original |
| ------------ | ------------ | ----------------- | ----------------- | ----------------------------------- | ----------------------------- |
| 11           | 1            | «The Curse»       | Jeff T. Thomas    | Kevin Williamson & Mary Leah Sutton | 5 de diciembre de 2019        |
| 12           | 2            | «Writer's Block»  | Solvan Naim       | Steve Stringer                      | 12 de diciembre de 2019       |
| 13           | 3            | «Family Business» | Anne Hamilton     | Anne Hamilton                       | 19 de diciembre de 2019       |
| 14           | 4            | «Number One Fan»  | David Grossman    | Hollie Overton                      | 26 de diciembre de 2019       |
| 15           | 5            | «New Pages»       | Jeff T. Thomas    | Treena Hancock & Melissa R. Byer    | 2 de enero de 2020            |
| 16           | 6            | «Lost and Found»  | Millicent Shelton | Mark Hudis                          | 6 de enero de 2020            |
| 17           | 7            | «Thorns and All»  | Jeff T. Thomas    | Mary Leah Sutton                    | 16 de enero de 2020           |
| 18           | 8            | «Sweet Dreams»    | Kevin Tancharoen  | Brian Millikin                      | 23 de enero de 2020           |
| 19           | 9            | «Favorite Son»    | Jeff T. Thomas    | Treena Hancock & Melissa R. Byer    | 30 de enero de 2020           |
| 20           | 10           | «Ever After»      | Jeff T. Thomas    | Mark Hudis & Michael Peterson       | 6 de febrero de 2020          |

## Producción

### Desarrollo
El 30 de noviembre de 2017, se anunció que CBS All Access ordenó que se desarrollara una serie titulada Tell Me a Story por Kevin Williamson y se basaría en la serie de televisión mexicana Érase una vez de Marcos Osorio Vidal. Williamson también se desempeñará como guionista y productor junto con Aaron Kaplan y Dana Honor. El 9 de mayo de 2018, se informó que Liz Friedlander dirigiría y sería productora ejecutiva en los dos primeros episodios. El 5 de agosto de 2018, se anunció durante la gira de prensa anual de verano de Television Critics Association que la serie se estrenaría el 31 de octubre de 2018. El 17 de diciembre de 2018, se anunció que la serie había sido renovada para una segunda temporada.

### Casting
En mayo de 2018, se anunció que Billy Magnussen y Kim Cattrall habían sido elegidos para papeles principales de la serie. En junio de 2018, se informó que Danielle Campbell, Paul Wesley, Jimmy Wolk, Dania Ramirez, y Sam Jaeger se habían unido al elenco principal. En julio de 2018, se anunció que Davi Santos, Zabryna Guevara, y Dorian Missick habían sido elegidos en los papeles principales. En agosto de 2018, se informó que Michael Raymond-James, Kurt Yaeger, Rarmian Newton, y Paulina Singer se habían unido al reparto en una capacidad recurrente.

### Rodaje
El rodaje de la primera temporada comenzó el 28 de junio de 2018 en la ciudad de Nueva York, Nueva York.

## Recepción

### Audiencias en The CW
La siguiente tabla representa los datos de audiencia para la emisión de la repetición de cada episodio en The CW, ya que CBS All Access no publica información de audiencia.
| N.º | Título                    | Fecha de emisión         | ÍA/CP (18–49) | Audiencia (millones) | DVR (18–49) | Audiencia DVR (millones) | Total (18–49) | Audiencia total (millones) |
| --- | ------------------------- | ------------------------ | ------------- | -------------------- | ----------- | ------------------------ | ------------- | -------------------------- |
| 1   | «Chapter 1: Hope»         | 28 de julio de 2020      | 0,1/1         | 0,43                 | 0,0         | 0,14                     | 0,1           | 0,58                       |
| 2   | «Chapter 2: Loss»         | 4 de agosto de 2020      | 0,1/1         | 0,39                 | 0,0         | 0,15                     | 0,1           | 0,53                       |
| 3   | «Chapter 3: Greed»        | 11 de agosto de 2020     | 0,1/1         | 0,41                 | 0,0         | 0,10                     | 0,1           | 0,51                       |
| 4   | «Chapter 4: Rage»         | 18 de agosto de 2020     | 0,1/0         | 0,29                 | 0,0         | 0,15                     | 0,1           | 0,44                       |
| 5   | «Chapter 5: Madness»      | 25 de agosto de 2020     | 0,1/0         | 0,31                 | —           | —                        | —             | —                          |
| 6   | «Chapter 6: Guilt»        | 1 de septiembre de 2020  | 0,1/0         | 0,28                 | —           | —                        | —             | —                          |
| 7   | «Chapter 7: Betrayal»     | 8 de septiembre de 2020  | 0,1/1         | 0,42                 | —           | —                        | —             | —                          |
| 8   | «Chapter 8: Truth»        | 15 de septiembre de 2020 | 0,1/0         | 0,30                 | —           | —                        | —             | —                          |
| 9   | «Chapter 9: Deception»    | 22 de septiembre de 2020 | 0,1/0         | 0,32                 | 0,0         | 0,09                     | 0,1           | 0,41                       |
| 10  | «Chapter 10: Forgiveness» | 29 de septiembre de 2020 | 0,1/0         | 0,30                 | —           | —                        | —             | —                          |